# Sphaerophragmium silveirae
Sphaerophragmium silveirae är en svampart som beskrevs av Speg. 1922. Sphaerophragmium silveirae ingår i släktet Sphaerophragmium och familjen Raveneliaceae.   Inga underarter finns listade i Catalogue of Life.